# Barra (Insel)
Barra (schottisch-gälisch: Barraigh) ist die größte Insel im Süden der Äußeren Hebriden in Schottland.

## Geographie
In der Nähe Barras liegt als einzige ebenfalls bewohnte Insel Vatersay (schottisch-gälisch: Bhatarsaigh), das über einen Damm von Barra aus erreichbar ist. Eine Anzahl kleinerer, seit Beginn des 20. Jahrhunderts unbewohnter Inseln sind per Boot erreichbar und werden während des Sommers teilweise als Schafweiden genutzt. Südlich von Barra befindet sich die Insel Barra Head (auch Berneray genannt) mit dem gleichnamigen südlichsten Punkt der Äußeren Hebriden.
Die meisten der etwa 1200 Einwohner Barras leben in der einzigen Ortschaft der Insel, Castlebay (schottisch-gälisch: Bàgh a’ Chaisteil) an der Südküste von Barra. Der Ort erstreckt sich entlang einer Bucht. Die meisten anderen Siedlungen liegen ebenfalls an der Küste.
Barra ist geprägt von einem zentralen Gebirgsstock mit dem 384 Meter hohen Heaval als höchster Erhebung. Die Berge sind überwiegend von Torf bedeckt. Die Küstenbereiche sind teils Felsklippen, teils fruchtbare Machair-Bereiche mit vorgelagerten hohen Sanddünen und weiten Stränden.

## Kultur und Wirtschaft
Die Bevölkerung ist mehrheitlich katholisch und lebt überwiegend von der Landwirtschaft (vor allem extensive Schaf- sowie Fisch- und Krabbenzucht) sowie dem Tourismus. Neben Englisch sprechen viele Einwohner Gälisch. Viele Straßenschilder und Ortsschilder tragen nur die gälischen Namen. Die Flagge zeigt ein weißes Kreuz auf grünem Grund.
Kultureller Höhepunkt Barras ist das auf einem Felsen in der Bucht von Castlebay liegende Kisimul Castle der MacNeil aus dem 16. Jahrhundert. Besucher werden am Hafenkai von Castlebay zur Besichtigung mit dem Boot abgeholt. Daneben findet man auf Barra Überreste spätsteinzeitlicher Gräber und Bauten. Darunter ragt die Struktur von Dun Cuier (schottisch-gälisch: Dun Chuidhir) heraus.

## Sehenswürdigkeiten
- Broch von Bruernish, Broch

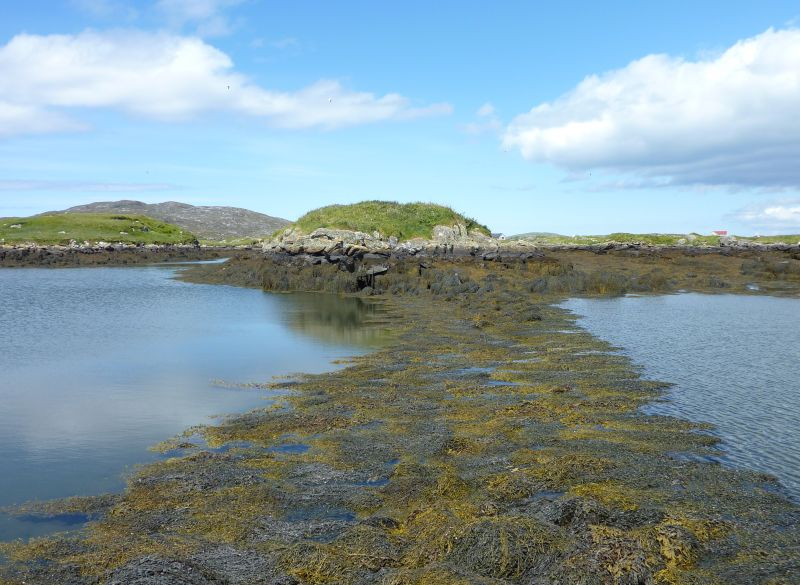
Bruernish Broch

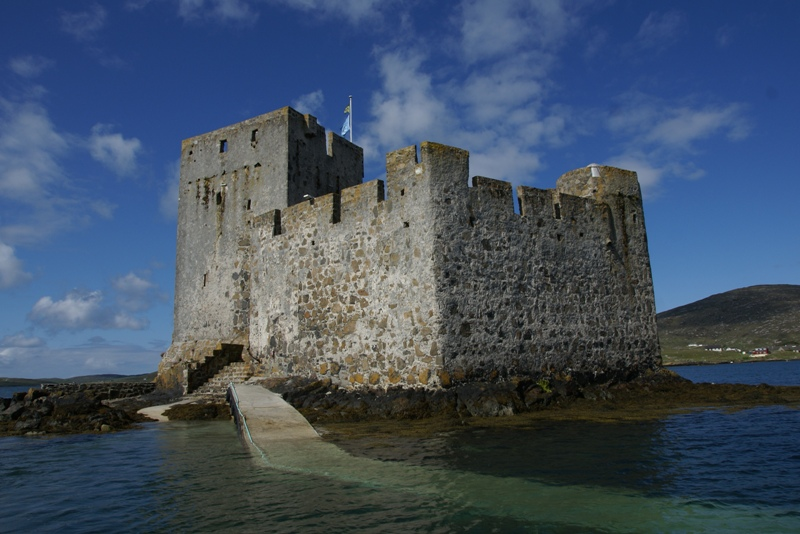
Kisimul Castle

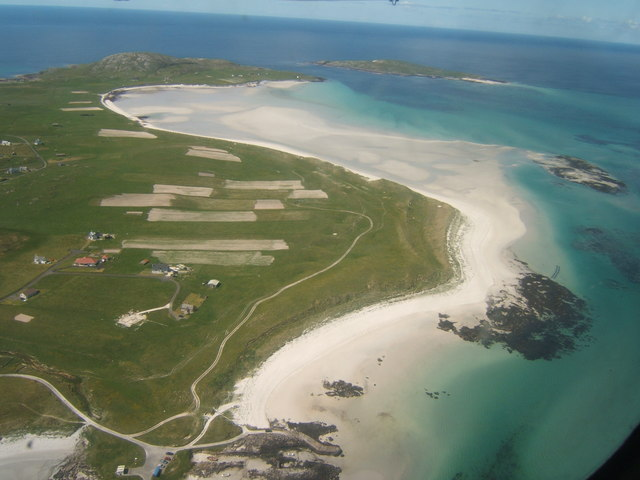
Luftbild

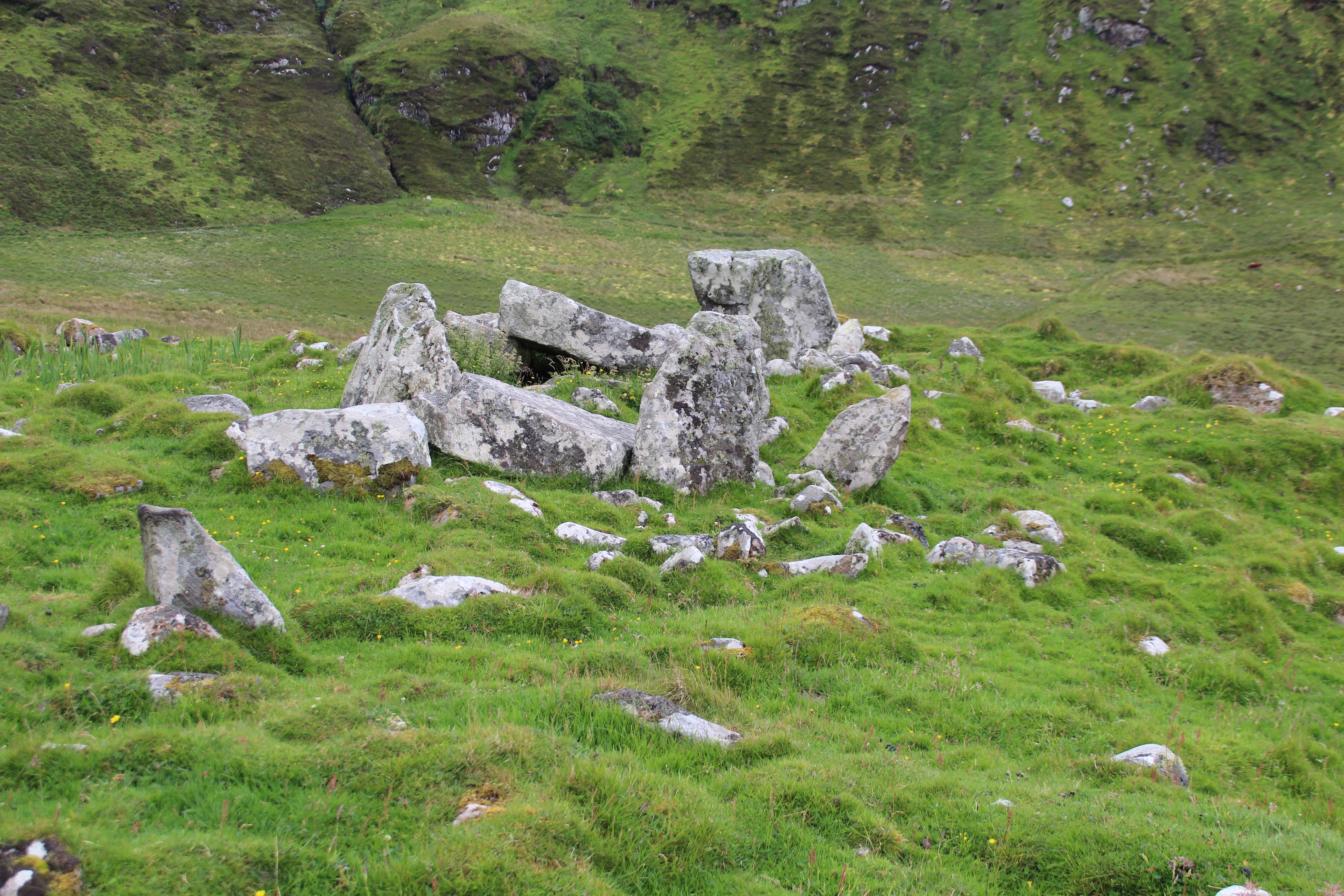
Steinkiste auf Barra

- Kisimul Castle, auch MacLeod´s Tower oder Sinclair Castle genannt, ein Towerhouse im Loch Tangusdale.
- Allasdale oder Allathasdal  (Steinkreise und Wheelhouse)
- Dun Bharpa (gut erhaltene Megalithanlage)
- Dun Cuier (ein verfallenes Dun)
- einige Menhire (wie Brevig Bay und Borve machair)
- St. Columba's Well (Heilige Quelle)
- das aufgegebene Dorf Eorasdail (auf Vatersay)
- An Dubharaidh (Museum)
- Cille Bharra (Kirche, eine Kappelenruine und ein Friedhof)
- siehe auch Liste der Listed Buildings auf Barra

## Verkehr
Die Insel verfügt über den einzigen britischen Linienflughafen mit ständig wechselndem Flugplan: Weil die Landebahnen des Barra Airport auf dem Strand liegen, kann nur bei Niedrigwasser Flugverkehr stattfinden.
Barra kann über folgende Verkehrsverbindungen erreicht werden:
- von Glasgow aus täglich mehrmals mit dem Linienflugzeug
- vom schottischen Festland gibt es eine tägliche Autofähre von Oban aus über Lochboisdale (South Uist) nach Castlebay
- indirekt über den benachbarten Uist-Archipel:  mit der Autofähre von Eriskay nach Airdmhor (Fährterminal Nord-Barra).